# ویزین
| پرمین                                                       | سیسورالین  | آسلین     | → پس از آن  |
| کربنیفر                                                     | پنسیلوانین | گژلین     | ۲۹۸٫۹–۳۰۳٫۷ |
| کربنیفر                                                     | پنسیلوانین | کازیمووین | ۳۰۳٫۷–۳۰۷٫۰ |
| کربنیفر                                                     | پنسیلوانین | مسکوین    | ۳۰۷٫۰–۳۱۵٫۲ |
| کربنیفر                                                     | پنسیلوانین | باشکیرین  | ۳۱۵٫۲–۳۲۳٫۲ |
| کربنیفر                                                     | میسیسیپین  | سرپوخووین | ۳۲۳٫۲–۳۳۰٫۹ |
| کربنیفر                                                     | میسیسیپین  | ویزین     | ۳۳۰٫۹–۳۴۶٫۷ |
| کربنیفر                                                     | میسیسیپین  | تورنزین   | ۳۴۶٫۷–۳۵۸٫۹ |
| دوونین                                                      | پسین       | فامنین    | → پیش از آن |
| بخش‌بندی‌های دوره کربنیفر بر پایه کمیسیون بین‌المللی چینه‌شناسی |            |           |             |

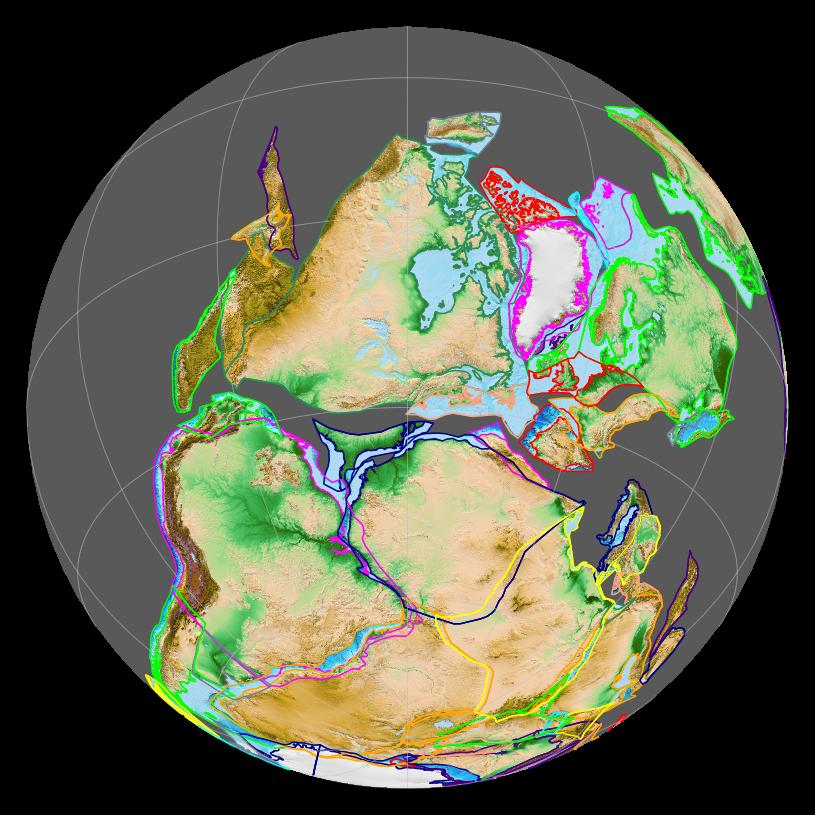
شکل قاره ها در این دوره

ویزین (انگلیسی: Viséan) در مقیاس زمانی زمین‌شناسی کمیسیون بین‌المللی چینه‌شناسی دومین اشکوب‌ یا عصر از ردیف میسیسیپین است که این ردیف، زیرسامانه زیرین دوره کربنیفر به‌شمار می‌رود. ویزین در ستون چینه‌شناسی پس از اشکوب تورنزین و پیش از سرپوخووین جای می‌گیرد. ویزین حدود ۳۴۶٫۷ میلیون سال پیش آغاز شده و تا ۳۳۰٫۹ میلیون سال پیش ادامه یافت.